# Równiański Wierch
Równiański Wierch, także Wierch Równiański (1161 m n.p.m.) – wyraźne spłaszczenie terenowe z niewielką, prawie całkowicie zarośniętą już polanką, które zaznacza się w bocznym grzbiecie masywu Baraniej Góry w Beskidzie Śląskim, odchodzącym na zachód od Wierchu Wisełki, ok. 700 m od tego ostatniego. Miejsce to nosi również tradycyjną nazwę Mysiej Polany – od plagi myszy, notowanej niegdyś w tej okolicy. 
W północno-zachodnim kierunku do Białej Wisełki opada z Równiańskiego Wierchu niewielki i płaski grzbiecik oddzielający dolinki potoków Równiański (po orograficznie lewej stronie) i Biała Wisełka oraz jej dopływ, potok Wątrobny (po prawej stronie).  Grzbiet ten jest porośnięty lasem, ale jest na nim polana z jednodomowym osiedlem Wątrobny należącym do miasta Wisły w województwie śląskim, powiecie cieszyńskim. Porośnięty lasem stok południowo-wschodni opada do Czarnej Wisełki. Grzbietem biegnie droga leśna zwana Książęcą Drogą. Cały szczyt znajduje się w granicach miasta Wisły.
Od wspomnianego bocznego grzbietu, biegnącego dalej na zachód w stronę wzniesienia Przysłopu, odgałęzia się na Równiański Wierchu w kierunku południowo-zachodnim trzeciorzędny grzbiet, oddzielający dolinkę potoku Wolny od doliny Czarnej Wisełki. Na jego stokach usytuowane jest schronisko PTTK na polanie Przysłop.
Przez Równiański Wierch biegną znaki czerwone, niebieskie i zielone szlaków turystycznych prowadzących wspólnie od schroniska na polanie Przysłop na Baranią Górę. Tu też od letnich szlaków odgałęziają się w kierunku zachodnim (na grzbiet Przysłopu) czerwone znaki szlaku narciarskiego, sprowadzającego do schroniska na polanie Przysłop.